# Amos Kloner

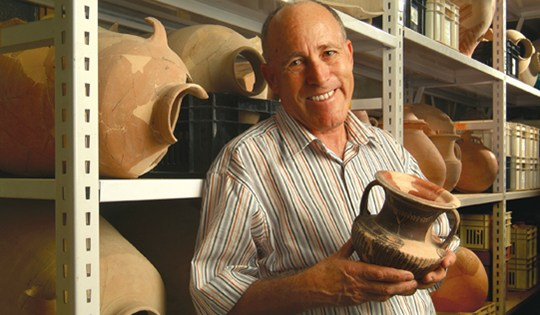
Amos Kloner (2005)

Amos Kloner עמוס קלונר (geboren 26. Februar 1940 in Givatajim; gestorben 16. März 2019) war ein israelischer Klassischer und Biblischer Archäologe.

## Biografie
Nach dem Besuch der Elementarschule in seinem Heimatort wechselte Amos Kloner auf das  Neue Gymnasium in Tel Aviv. In seiner Jugend war er Gruppenleiter von Haschomer Hatzair, was sein Interesse für Landeskunde prägte. Von 1958 bis 1961 leistete er seinen Militärdienst beim Nachal und in einer Fallschirmjäger-Brigade. Nach Abschluss der Militärzeit wohnte er im Kibbuz Lahav. In der Nachbarschaft entdeckte er Reste einer antiken Siedlung. Dies weckte sein Interesse für Archäologie. 1961 nahm er unter Leitung von Jigael Jadin an der Untersuchung der Höhle der Briefe teil. 1962 immatrikulierte er sich für das Studium von Archäologie und Geographie an der Hebräischen Universität Jerusalem. 1965 nahm er an der Ausgrabung von Mamschit unter Leitung von Avraham Negev teil. Im Sechstagekrieg 1967 wurde Kloner als Reservist eingezogen und bei Kämpfen im Raum Jerusalem eingesetzt.
Von 1968 bis 1970 war er als Sekretär für die Koordination des Archäologischen Survey von Israel zuständig. 1973 erwarb er den Mastergrad an der Hebräischen Universität mit einer Arbeit über die Kolumbarien von Marescha. Er promovierte mit einer Arbeit über Gräber und Beerdigungspraxis in der Zeit des Zweiten Tempels. Dieses Buch gilt als Standardwerk und erschien 2007 in englischer Übersetzung.
Von 1971 bis 1989 war Kloner Distriktsarchäologe in Jerusalem und der Schefela. Er leitete Rettungsgrabungen und archäologische Surveys in urbanen Räumen. Er baute eine Abteilung auf, die sich mit dem Diebstahl von Altertümern befasste, und leitete diese. Ein dreibändiger archäologischer Survey des Stadtgebiets von Jerusalem (neuhebräisch) ist Frucht dieser Jahre und bietet eine umfassende Dokumentation archäologischer Stätten in und um Jerusalem.
Ein weiteres Spezialgebiet Kloners wurde die archäologische Erforschung von Höhlen, die er insbesondere für das Verständnis des Bar-Kochba-Aufstands heranzog.
Im Auftrag der Israelischen Altertümerbehörde leitete Kloner von den 1980er Jahren bis 2000 die Ausgrabung der benachbarten archäologischen Stätten Bet Guvrin und Marescha, die zum Bet-Guvrin-Marissa-Nationalpark, schließlich (2014) zum UNESCO-Welterbe erklärt wurden.
Von 1980 bis an sein Lebensende unterrichtete Kloner Landeskunde und Archäologie an der Bar-Ilan-Universität in Ramat Gan (Martin Szusz Department of the Land of Israel Studies). 2005 wurde er mit dem EMET-Preis für Archäologie ausgezeichnet.
Amos Kloner war verheiratet und hatte vier Kinder.

## Veröffentlichungen (Auswahl)
- mit Donald T. Ariel: Maresha Excavations Final Report: Subterranean complexes 21, 44, 70. Israel Antiquities Authority, Jerusalem 2003, ISBN 978-965-406-150-6.
- mit Boaz Zissu: The Necropolis of Jerusalem in the Second Temple Period (= Interdisciplinary studies in ancient culture and religion. Band 8). Peeters, Leuven 2007, ISBN 978-90-429-1792-7.
- mit Adi Erlich: Maresha Excavations Final Report: Hellenistic terracotta figurines from the 1989–1996 seasons. Israel Antiquities Authority, Jerusalem 2008, ISBN 978-965-406-201-5.
- mit Adi Erlich: Maresha Excavations Final Report II: Hellenistic Terracotta Figurines from the 1989–1996 Seasons. Israel Antiquities Authority, Jerusalem 2010, ISBN 978-965-406-212-1.